# Izvor (gmina Babušnica)
Izvor (cyr. Извор) – wieś w Serbii, w okręgu pirockim, w gminie Babušnica. W 2011 roku liczyła 210 mieszkańców.